# Котантен
Котантен — півострів на північному заході Франції, у департаменті Манш, між затоками Сен-Мало і Сени. Є скелястим виступом нормандського узбережжя Ла-Маншу на північ у бік Нормандських островів, заввишки до 191 м. На північно-західному узбережжі розташований мис Аґ.
Бере назву від міста Кутанс, яке, у свою чергу, назване на честь імператора Констанція Хлора. Життя котантенців XIX століття складає предмет ряду романів Барбе д'Оревільї.
Найбільше місто та головний порт — Шербур, розташований на півночі півострова.